# 20e régiment d'infanterie (États-Unis)
Pour les articles homonymes, voir 20e régiment d'infanterie.
Le 20e régiment d'infanterie des États-Unis, surnommé « Sykes' Regulars », est un régiment de l'armée américaine créé en 1862.
Il participe à la guerre de Sécession, aux guerres indiennes, à la guerre hispano-américaine, à la guerre américano-philippine, à la Seconde Guerre mondiale, à la guerre du Viêt Nam, à la guerre d'Irak et à la guerre d'Afghanistan.